# Karl Tobisch-Labotýn
Karl Tobisch-Labotýn (* 8. Oktober 1897 in Wien; † 17. Dezember 1977 in Linz) war ein österreichischer Architekt.

## Leben und Wirken

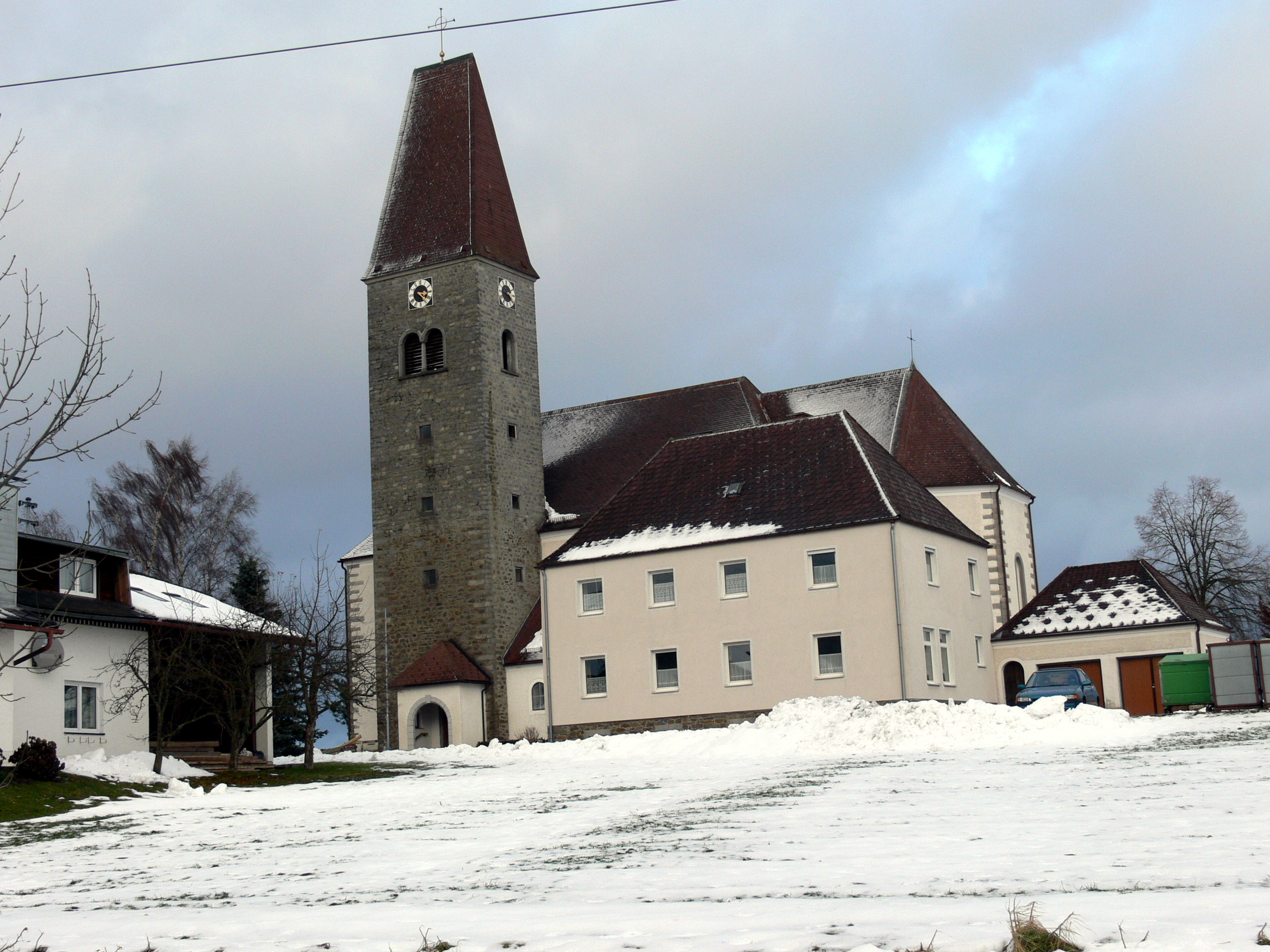
Pfarrkirche Rannariedl

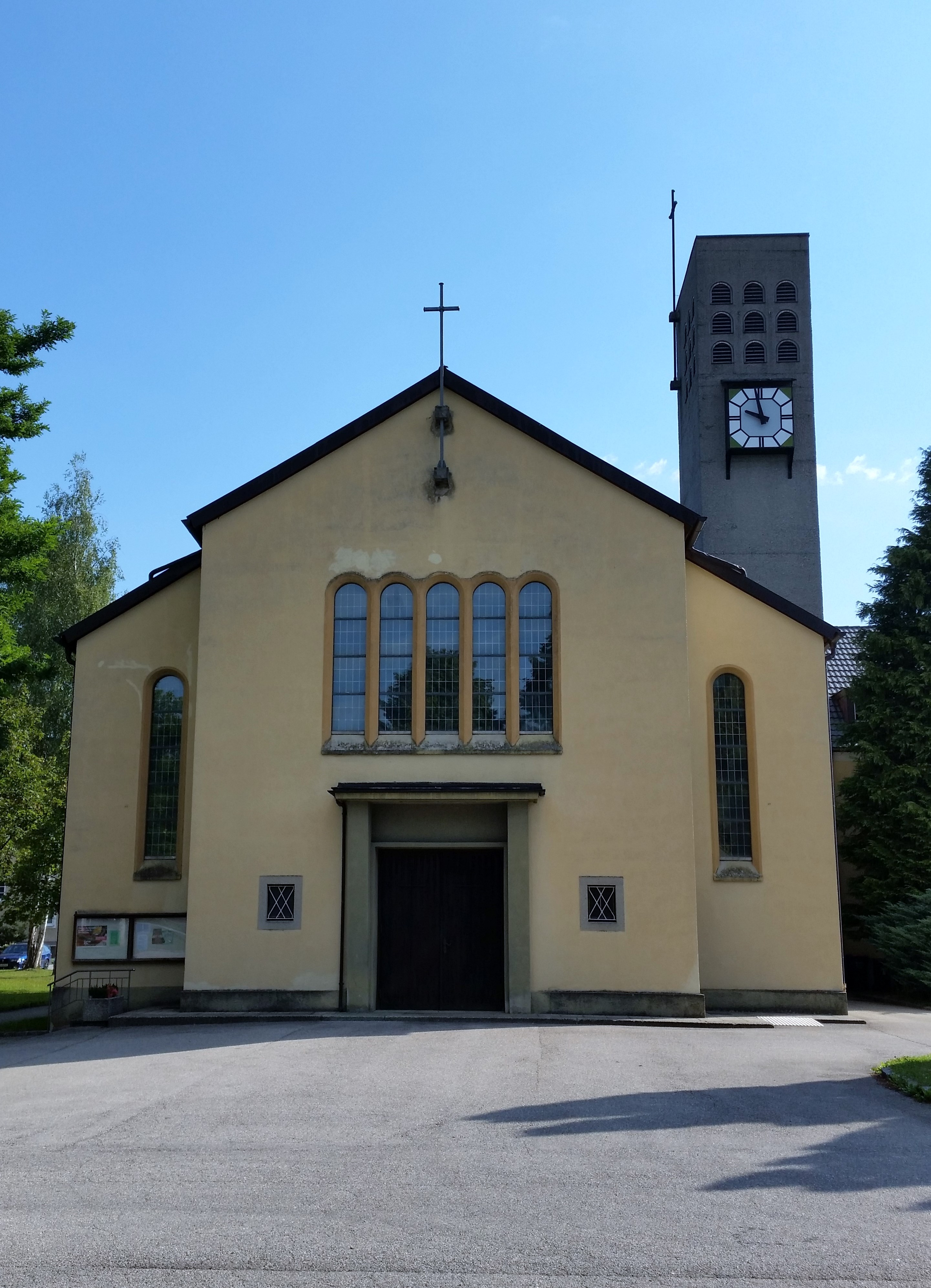
Pfarrkirche Riedersbach

Karl Tobisch-Labotýn entstammt einer altösterreichischen Patrizierfamilie, deren Vorfahren sich bis 1229 nachweisen lassen. und wurde 1897 als Karl Anton Gustav Alfred Tobisch in Wien als Sohn des Juristen Karl Borromäus Anton Josef Tobisch (1860–1932) und dessen Frau Amalia Antonia Barbara Tobisch, geborene Edle von Lenz, geboren. Sein Vater war Präsident des Landesschulrates von Böhmen und wurde am 4. März 1912 durch Kaiser Franz Joseph als „Ritter Tobisch von Labotýn“ in den erblichen österreichischen Ritterstand erhoben. Als 1919 in Österreich die Aufhebung des Adels beschlossen wurde, betraf dies auch die Familie Tobisch von Labotýn. Seine Schwester Margarete (1901–1991) war in zweiter Ehe mit Karl Steinhoff, Innenminister der DDR und Ministerpräsident von Brandenburg, verheiratet.
Tobisch-Labotýn studierte Architektur an der Technischen Hochschule Wien (Abschluss als Dipl.-Ing.) und war in den 30er Jahren als Architekt in der Sowjetunion tätig. Später war er Architekt in Linz; als solcher plante er unter anderem Kirchen, Theater und Wohnhäuser.
Karl Tobisch-Labotýn war von 1924 bis 1933 mit Nora Anna Josefine Maria Krassl von Traissenegg (* 21. Jänner 1906 in Wien; † 26. November 2002 in Wien) verheiratet und ist der Vater von Lotte Tobisch. Er wurde am Urnenhain Linz-Urfahr bestattet.

## Realisierungen
- 1948–1953 Pfarrkirche Rannariedl
- 1953–1955 Pfarrkirche Riedersbach
- 1950er Neubau Stadttheater Greif
- 1958 Neubau eines Bühnenhauses Stadttheater Steyr